# Заполье (Московская область)
Заполье — деревня в Можайском районе Московской области в составе Порецкого сельского поселения. Численность постоянного населения по Всероссийской переписи 2010 года — 7 человек. До 2006 года Заполье входило в состав Порецкого сельского округа.
Деревня расположена на северо-западе района, недалеко от границы со Смоленской областью, примерно в 45 км от Можайска, на левом берегу реки Песочня (левый приток Москва-реки), высота центра над уровнем моря 217 м. Ближайшие населённые пункты — Замошье на противоположном берегу реки и Махово в 1,5 км на восток.